# Glomerulopatie
Glomerulopatie – choroby kłębuszków nerkowych. Termin glomerulitis ma węższe znaczenie i odnosi się do chorób zapalnych kłębuszków nerkowych.
Podział glomerulopatii:
Glomerulopatie dziedziczne
- zespół Alporta
- zespół Fabry'ego
- zespół paznokieć-rzepka
- wrodzony zespół nerczycowy typu fińskiego
- choroba cienkich błon podstawnych

Glomerulopatie pierwotne
- błoniaste zapalenie kłębuszków nerkowych
- błoniasto-rozplemowe zapalenie kłębuszków nerkowych
- rozplemowe zewnątrzwłośniczkowe zapalenie kłębuszków nerkowych
- nefropatia IgA
- szkliwiejące zapalenie kłębuszków nerkowych
- submikroskopowe zapalenie kłębuszków nerkowych

Glomerulopatie wtórne
- w przebiegu amyloidozy
- cukrzycowa choroba nerek
- w przebiegu chorób układowych tkanki łącznej
- w przebiegu nowotworów
- toksyczne